# Johan August Bång
Johan August Bång, född 26 februari 1831 i Gävle, död 8 december 1912 i Stockholm, var en svensk brukspatron, varvsägare, affärsman och konstnär.

## Biografi
Johan August Bång var son till Lars Augustin Bång och Elisabeth Wedin.
Han var inriktad på att bli konstnär, men fick vid 22 års ålder efter faderns död 1853 överta Bångska varvet i Gävle. Detta brann upp i stadsbranden i Gävle 1869. År 1873 grundade han, tillsammans med Olof August Brodin och trafikchefen vid Gefle-Dala järnväg Carl Hyckert, det kortlivade Brynäsvarvet (Gefle Varv).
Johan August Bång flyttade till Stockholm, där han blev fastighetsutvecklare och bland annat uppförde Bångska palatset vid Stureplan. I Bångska huset hade han inrett en ateljé till sig själv och studerade måleri för Anders Kallenberg och Per Daniel Holm. Han målade landskap, särskilt från Hallandskusten, och ställde ut på Parissalongen vid flera tillfällen samt på Konstakademins utställning 1877 och Nordiska konstutställningen i Göteborg 1881.
Han uppförde det ståtliga egna lantstället Frivy med park åt sig på Fredriksskans i Gävle. Bång är representerad vid Gävle museum.
Han var från 1856 fram till sin död gift med Ulrika Lovisa Luth. De är begravda på Norra begravningsplatsen utanför Stockholm.